# Blastoporus

Blastoporus

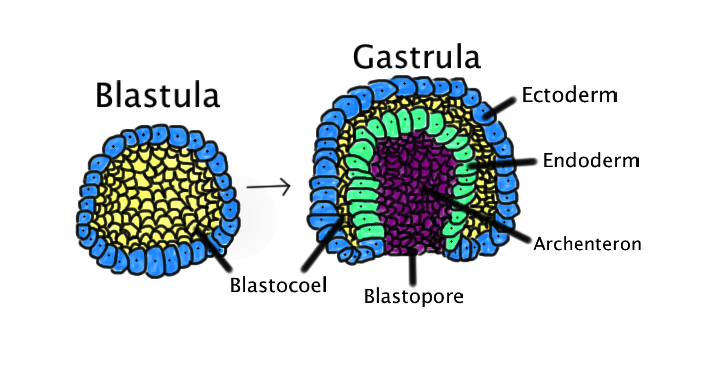
Gastrulatie vindt plaats als een blastula, bestaande uit één laag, zich naar binnen vouwt en groeit om een gastrula te vormen.
Kleurcode bij deze afbeelding: ectoderm, blauw; endoderm, groen; blastocoel (dooierzak), geel; en archenteron (oerdarm) met blastoporus, paars. (Afbeelding: Abigail Pyne)

In de embryologie wordt de opening in een zich ontwikkelend embryo waar het lichaamsoppervlak in de oerdarm binnendringt, de blastoporus of oermond genoemd.
De meeste meercellige dieren doorlopen een essentiële fase, gastrulatie, in de eerste stappen van hun embryonale ontwikkeling na de vorming van de blastula of (bij zoogdieren zoals mensen) de blastocyste. Als gevolg hiervan ontstaat er een structuur met een externe cellaag, het ectoderm, en een geïnvagineerde interne cellaag, het endoderm. Het embryo heeft zo naast zijn buitenoppervlak een binnenoppervlak gekregen, waarvan de instulping de oerdarm (archenteron) voorstelt. De plaats waar de oerdarm naar buiten opengaat, wordt de oermond genoemd, omdat bij veel levende wezens de mond zich vanuit dit gebied ontwikkelt.
Onder de tweezijdig symmetrische dieren (Bilateria) bevinden zich de Protostomia; Bij hun verdere ontwikkeling wordt een tweede opening in de oerdarm gevormd voor uitscheiding. Protostomen omvatten bijvoorbeeld insecten. In het geval van de Deuterostomia, waartoe alle gewervelde dieren behoren, functioneert de primaire opening van de oermond later als uitscheidingsopening of anus, en wordt de secundaire opening aan het andere uiteinde van de oerdarm de (nieuwe) mond. Andere dieren hebben óf één opening óf geen expliciet spijsverteringskanaal. Kwallen hebben bijvoorbeeld één opening, die later gebruikt wordt voor zowel absorptie als uitscheiding.
Het onderscheid tussen Protostomia en Deuterostomia bij de tweezijdig symmetrische dieren is een belangrijk aspect van de systematiek van de dieren, omdat de gelijkenis van de vroege ontwikkelingsstadia duidt op gemeenschappelijke voorouders en dus op een relatie tussen soorten.